# Alice Loveridge
Alice Loveridge (6 de julio de 1994) es una exjugadora de tenis de mesa de Guernsey que compitió en eventos de nivel internacional. Representó a Gran Bretaña en los Juegos Olímpicos de Verano de la Juventud de 2010 y a Guernsey en los Juegos de la Mancomunidad de 2014, pero no ganó medallas en ninguno de los torneos. También compitió en los Juegos de las Islas y ganó nueve medallas.